# Protacheron guangxiensis
Protacheron guangxiensis är en insektsart som beskrevs av Sun och Wang 2006. Protacheron guangxiensis ingår i släktet Protacheron och familjen fjärilsländor. Inga underarter finns listade i Catalogue of Life.